# Булгурлу (станція метро)
41°00′58″ пн. ш. 29°04′35″ сх. д. / 41.016219912291° пн. ш. 29.076290264935° сх. д.
Булгурлу (тур. Bulgurlu—Libadiye) — станція лінії М5 Стамбульського метро на сході Ускюдара. Відкрита 15 грудня 2017 року разом з восьми іншими станціями у черзі Ускюдар - Яманевлер..
Розташована під Алемдаґ, проспект Гюрпинар, квартал Булгарлу, Ускюдар. 
Пересадки 
- автобуси[2]: 6, 8E, 9K, 11E, 11EK, 11L, 11M, 11N, 14B, 14DK, 14E, 14ES, 15BK, 15ÇK, 15SK, 15YK
- маршрутки: Кадикьой — Булгурлу, Кадикьой — Умраніє, Ускюдар — Есатпаша.

Конструкція — станція закритого типу мілкого закладення, має острівну платформу та дві колії.

## Примітка
1. ↑  İlk sürücüsüz metro hattı 'Üsküdar-Ümraniye' bugün açılıyor. hurriyet.com.tr. 15 грудня 2017. Архів оригіналу за 26 грудня 2017. Процитовано 16 грудня 2017.
2. ↑  Bağlarbaşı - Duraktan Geçen Hatlar (Turkish) . Архів оригіналу за 20 листопада 2017. Процитовано 16 грудня 2017. [Архівовано 2017-11-20 у Wayback Machine.]

| Попередня станція  | Лінія | Лінія                           | Лінія | Наступна станція       |
| ------------------ | ----- | ------------------------------- | ----- | ---------------------- |
| Кисикли до Ускюдар |       | M5 (Стамбульський метрополітен) |       | Умраніє до Султанбейлі |

 Вікісховище має мультимедійні дані за темою: Булгурлу (станція метро)